# Felsritzungen von Austre Åmøy

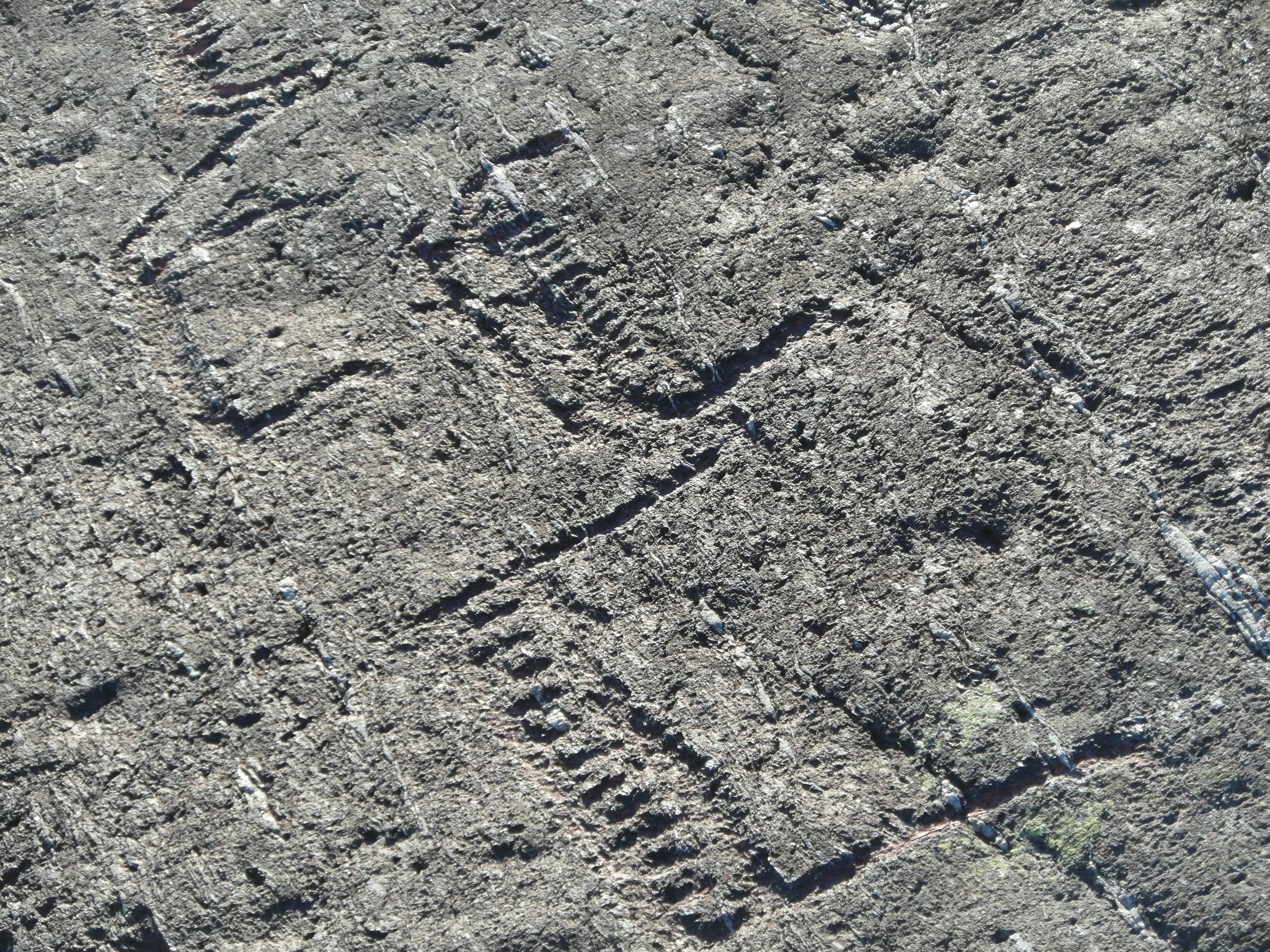
Schiffsritzungen am Hof Meling

Die Felsritzungen von Austre Åmøy liegen im Osten der Insel Åmøy und sind die größte Konzentration an Petroglyphen im Fylke Rogaland in Norwegen.
10 große und kleine Aufschlüsse insbesondere am Hof Meling sind mit Ritzungen versehen. Die Bilder entstanden in der Bronze- und der frühen Eisenzeit. Die größten Felszeichnungen sind für die Öffentlichkeit zugänglich, während die kleineren nicht zugänglich sind. Am Hof Meling liegt eines der großen Felder, die den südöstlichen Teil der Insel Austre Åmøy bedecken. Die Petroglyphen wurden vor etwa 20 Jahren entdeckt, als eine Fläche von kleinen Steinen, Erde und Geröll befreit wurde. Die Fundstelle Hof Meling besteht aus etwa 90 Bildern, meist von Schiffen und Booten. Das Schiff war ein religiöses Symbol der Bronzezeit. Zwei Boote sind fast einen Meter lang. Unter einem verläuft eine Reihe von Schälchen. Es gibt auch einige Fußsohlen und Sonnenkreise. Einige Schälchen in der Mitte des Felsens sind sehr klar und sehr tief. Einige Motive sind mit roter Farbe ausgemalt und leicht zu erkennen, aber viele sind nicht bemalt und schwieriger zu sehen, da die Oberfläche rau ist.
Basierend auf dem Design unterscheiden die Archäologen zwischen Ritzungen der Jäger und Sammler und denen der Ackerbauern wie die von Austre Åmøy. Auf Austre Åmøy finden sich auf 10 Feldern etwa 1000 Zeichen und Figuren auf einer Strecke von rund einem Kilometer.
- Feld 1 besteht aus weit über 100 Zeichen und ist das größte Feld mit Schiffsfiguren unterschiedlicher Bauart, Einzelfiguren, Ringfiguren, Menschenfiguren, Tierfiguren, einigen Äxten, mehreren Schalengruben und drei Fischbildern. Es liegt in der Nähe des alten Fähranlegers. Die Figuren sind bemalt.
- Feld 2 befindet sich in der Nähe von Feld 1 und besteht aus mehreren Schiffs- und Ringfiguren. Die Figuren sind nicht bemalt.
- Feld 3 besteht aus mehreren kleineren Gruppen von Schiffsfiguren und befindet sich an der Straße vom Gebetshaus zum Melingsjøen. Die Figuren sind bemalt.
- Feld 4 besteht aus mehreren Schiffsfiguren, Fußsohlen, Ringfiguren, einer menschlichen Figur und Äxten. Das Feld befindet sich entlang der Straße vom Gebetshaus zum Melingsjøen. Die Hälfte des Feldes ging durch Straßenbau verloren. Die Figuren sind bemalt.
- Feld 5 besteht aus mehreren Figurengruppen. Verschiedene Arten von Schiffsfiguren. Das Feld liegt auf dem gleichen Niveau wie Feld 4, aber weiter vom Strand entfernt. Einige Figuren sind bemalt.
- Feld 6 besteht aus mehreren Gruppen, die Hauptgruppe befindet sich am Strand von Melingsjøen. Hier befindet sich eine 5,5 m lange Schiffsfigur. Auf beiden Seiten davon gibt es viele weitere Schiffe verschiedener Art, Ringfiguren, Fußsohlen und Schalengruben. Das Feld ist bemalt. Auf der anderen Seite der Platte in der Nähe des Feldes wurde eine kleinere Gruppe von mehreren Schiffsfiguren bemalt.
- Feld 7 ist ein Stein mit ein paar Figuren. Sie sind nicht bemalt.
- Feld 8 wurde entfernt, bevor es richtig untersucht wurde. Hier waren es meist Schälchen.
- Feld 9 besteht aus mehreren kleineren Figurengruppen westlich der Straße vom Meling Moor nach Melingsjøen. Die Felder sind nicht bemalt und oft mit  Moos bedeckt.
- Feld 10 besteht aus mehreren Schiffsfiguren und Schalengräben, die Figuren sind nicht bemalt und können schwer zu erkennen sein. Das Feld liegt westlich von Melingsjøen.